# Johor Baharu

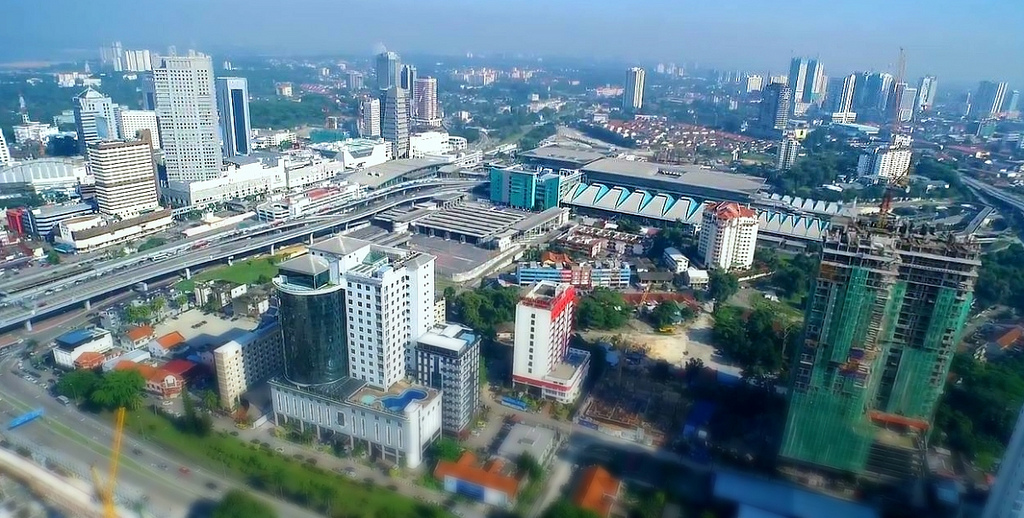
Johor Baharu

Johor Baharu (eller Johor Bahru) är huvudstad i delstaten Johor i västra Malaysia. Den är samtidigt administrativ huvudort för distriktet Johor Bahru. Johor Baharu grundades 1855 och är en av Malaysias största städer. Den ligger på sydligaste delen av Malackahalvön, strax norr om Singapore vid Johorsundet. Invånarantalet uppgick till 642 944 invånare vid folkräkningen 2000. Tillsammans med Singapore bildar Johor Baharu med omgivning ett internationellt storstadsområde med nästan 6 miljoner invånare.